# Zeuxippos
Zeuxippos ist ein männlicher Personenname.

## Herkunft und Bedeutung
Altgriechisch Ζεύξιππος, der, der die Pferde anspannt.

## Verbreitung
Der Name fand im antiken Griechenland in hellenistischer und römischer Zeit Verwendung.

## Varianten
Eine Kurzform des Namens ist Zeuxis.
Die weibliche Form des Vornamens ist Zeuxippe.
- lateinisch: Zeuxippus

## Bekannte Namensträger
- ein Sohn des Apollon, siehe Zeuxippos (König von Sikyon)
- Urgroßvater des Melanthos, siehe Zeuxippos (Sohn des Eumelos)
- ein römischer Partisane, siehe Zeuxippos (Böote)
- ein griechischer Maler aus Herakleia, siehe Zeuxis von Herakleia
- ein griechischer Bildhauer aus Argos, siehe Zeuxippos (Sohn des Phileas)